# René Van Droogenbroeck
Pour les articles homonymes, voir Van Droogenbroeck et VDB.
 (juillet 2016).
Si vous disposez d'ouvrages ou d'articles de référence ou si vous connaissez des sites web de qualité traitant du thème abordé ici, merci de compléter l'article en donnant les références utiles à sa vérifiabilité et en les liant à la section « Notes et références ».

René Van Droogenbroeck, surnommé VDB, né le 23 janvier 1941 à Changé (Sarthe) et mort le 15 février 2012 au Havre, était un pratiquant et enseignant d'aïkido français.

## Biographie
Après une jeunesse difficile, il devint apprenti cuisinier au Mans, puis vint au Havre à l'âge de 18 ans pour suivre une formation de peintre en bâtiment. Il fit son service militaire en Algérie, puis se maria en 1963.
Il commença l'aïkido le 18 septembre 1964 à l'âge de 24 ans. Son premier professeur fut monsieur David, un pionnier qui avait étudié avec maître Tadashi Abe. Il rencontra ensuite maître Noro alors qu'il n'était que 4e kyu. Il suivit de nombreux stages avec des maîtres tels que Tada, Nakazono, Asai, puis travailla avec Tamura pendant plus de 30 ans. Il fit un séjour au Japon pour étudier avec Morihiro Saito sensei. Il devint cadre technique national de la Fédération française d'aïkido et de budo (FFAB), poste qu'il quittera en 2010 à la mort de Tamura sensei.
Il s'initia également au karaté, pratiqua le kendo pendant 20 ans, ainsi que le iaido (école Musō shinden ryū) ; il devint directeur technique adjoint de la Fédération européenne de iaido. Il choisit le paulownia (kiri 桐), un mon traditionnel, comme symbole.
Il fut nommé 7e dan le jour de ses 40 ans de pratique du Budo.
Il enseigna l'aïkido et le iaido au Havre, et anima régulièrement des stages en France et à l'étranger : Belle-Île-en-Mer, Italie (Monza, Rome, Soraga), Autriche, Maroc (Agadir), Slovénie (Kobarid), Espagne (L'Estartit)…
Il s'est éteint le 15 février 2012 des suites d'une longue maladie.